# Yelena Zhirko
Yelena Zhirko (en russe : Елена Николаевна Жирко, Elena Nikolaïevna Jirko ; ukrainien : Олена Миколаівна Жирко, Olena Mykolaïvna Jirko), née le 16 février 1968 à Dnipropetrovsk, en RSS d'Ukraine, est une joueuse soviétique et ukrainienne de basket-ball. Elle évoluait au poste d'arrière.

## Palmarès
- Championne olympique 1992